# Breaking na Letnich Igrzyskach Olimpijskich 2024
Breaking zadebiutował na  XXXIII Letnich Igrzyskach Olimpijskich. Zostały rozegrane w dniach 9–10 sierpnia 2024 na Place de la Concorde w dwóch konkurencjach indywidualnych: B-Boys (mężczyźni) i B-Girls (kobiety).

## Forma rywalizacji
Dyscyplinę breakingu podzielono na dwa wydarzenia medalowe: mężczyzn oraz kobiet. W każdym z wydarzeń bierze udział 16 tancerzy podzielonych na 4 grupy: uczestnicy początkowo rywalizują ze sobą w systemie każdy z każdym, gdzie na każdą grupę przechodzi dwóch tancerzy dalej, a następnie rywalizacja odbywa się w systemie pucharowym.

### Ocena
Zwycięzca każdego z pojedynków jest oceniany przez panel sędziowski (zwykle złożony z uznanych tancerzy sceny B-Boyingu) na podstawie pięciu kryteriów, które składają się na łączną ocenę zawodnika:
- Technika – poprawność wykonywania ruchów, atletyzm, kontrola ciała, dynamika, kontrola przestrzeni i forma[2].
- Sposób wyrazu – liczba i różnorodność wykonywanych ruchów[2].
- Wykonanie – czystość wykonywanych ruchów i ich płynne łączenie ze sobą[2].
- Muzykalność – jak dobrze tancerz dostosowuje się do odtwarzanej muzyki i ją wyraża w postaci tańca. Utwory muzyczne nie są znane tancerzom przed rozgrywkami[2].
- Oryginalność – jak bardzo ruchy tancerza są spontaniczne i innowacyjne[2].

## Rezultaty
| Konkurencja | Złoto                                     | Srebro                                      | Brąz                                                 |
| B-Boys      | Kanada · Philip Kim · (B-Boy Phil Wizard) | Francja · Danis Civil · (B-Boy Dany Dann)   | Stany Zjednoczone · Victor Montalvo · (B-Boy Victor) |
| B-Girls     | Japonia · Ami Yuasa · (B-Girl Ami)        | Litwa · Dominika Baniewicz · (B-Girl Nicka) | Chiny · Liu Qingyi · (B-Girl 671)                    |

## Tabela medalowa
*   Gospodarz ( Francja)
| Miejsce | Reprezentacja     | Złoto | Srebro | Brąz | Razem |
| ------- | ----------------- | ----- | ------ | ---- | ----- |
| 1       | Japonia           | 1     | 0      | 0    | 1     |
| 1       | Kanada            | 1     | 0      | 0    | 1     |
| 3       | Francja*          | 0     | 1      | 0    | 1     |
| 3       | Litwa             | 0     | 1      | 0    | 1     |
| 5       | Chiny             | 0     | 0      | 1    | 1     |
| 5       | Stany Zjednoczone | 0     | 0      | 1    | 1     |
| Razem   | Razem             | 2     | 2      | 2    | 6     |

Źródło: 